# كيم جو هيون
كيم جو هيون ((هانغل: 김주현)، مواليد 10 مارس 1987) هي ممثلة كورية جنوبية. ظهرت لأول مرة في فيلم مرثية عام 2007. وهي معروفة بأنها تشبه ممثلة هان جا-إن.

## فيلموغرافيا

### فيلم
| سنة  | عنوان        | دور                        |
| ---- | ------------ | -------------------------- |
| 2007 | مرثية        | آوي                        |
| 2008 | الحياة رائعة | فتاة في المدرسة الثانوية 1 |
| 2016 | باندورا      | يون جو                     |

### مسلسلات تلفزيونية
| سنة  | اسم العمل                      | دور          | قناة البث      | المرجع. |
| ---- | ------------------------------ | ------------ | -------------- | ------- |
| 2012 | أحب حبيبي                      | شيم يون هونغ | كي بي إس 2     |         |
| 2013 | مهرجان الدراما "هروب الخنازير" | بو يونغ      | ام بي سي تي في | [ 3 ]   |
| 2014 | مزارع حديث                     | سونغ هوا ران | إس بي إس تي في | [ 4 ]   |
| 2017 | أوني على قيد الحياة            | كانغ ها ري   | إس بي إس تي في |         |
| 2018 | ابن عائلة ريتش                 | كيم يونغ ها  | ام بي سي تي في | [ 5 ]   |
| 2020 | تأخر العدالة                   | لي يو كيونغ  | إس بي إس تي في | [ 6 ]   |

## روابط خارجية
- كيم جو هيون على موقع IMDb (الإنجليزية)
- كيم جو هيون على موقع قاعدة بيانات الفيلم (الإنجليزية)